# Augusto Machado
Augusto de Oliveira Machado (Lisboa, 27 de Dezembro de 1845 - Lisboa, 26 de Março de 1924) foi um compositor português.

## Biografia
Augusto Machado nasceu em 27 de Dezembro de 1845, em Lisboa.
Os seus estudos musicais iniciais decorreram em Lisboa com Joaquim Casimiro, Emílio Daddi e João Guilherme Daddi. Seguiu mais tarde para uma primeira temporada em Paris em que estudou com Lavignac e Dannhauser mais tarde.
Na segunda passagem pela capital francesa Augusto Machado conheceu Camille Saint-Saëns e Jules Massenet, que influenciaram o seu trabalho, designadamente na ópera Lauriane que estreou em 1883 no Grand Théâtre de Marseille registando-se ainda apresentações em Lisboa, no Teatro de São Carlos e no Teatro Lírico do Rio de Janeiro.
Augusto Machado pertenceu ao círculo de Batalha Reis e Eça de Queiroz, acreditando-se que tenha servido de modelo a uma personagem no livro Os Maias, a do músico Vitorino Cruges.
Foi co-administrador do Teatro Nacional de São Carlos, e desenvolveu intensa actividade ligada ao ensino, como diretor e professor de canto na Escola de Música do Conservatório Nacional.
Augusto Machado morreu em 26 de Março de 1924, em Lisboa.
Parte do espólio musical de Augusto Machado foi oferecido, em Julho de 2009, à Biblioteca Nacional de Portugal onde pode ser consultado. O seu retrato a óleo, pintado em 1905 por Columbano Bordalo Pinheiro, foi doado em 2021 ao Museu Nacional de Arte Contemporânea pela família do compositor.
O seu nome consta na lista de colaboradores do periódico Lisboa creche: jornal miniatura (1884). 

## Obras

### Canções
- "Valsa Elisa", para soprano e piano (também conhecida como "Les Amours de Jeunesse"), texto em italiano (1866)
- "Duas Romanzas", com texto em português (1867/1868)

### Operetas
- O Sol da Navarra, ópera burlesca; texto de Alfredo Ataíde (1870)[2]
- A Cruz de Ouro, opereta em dois actos (1873)[2]
- O Degelo; texto traduzido por Antero de Quental e Batalha Reis (1875)
- Maria da Fonte (1879)[2]
- O Espadachim do Outeiro[2]
- Rosas de todo o ano; sobre a peça de Júlio Dantas[2]
- A Triste Viuvinha[2]
- O Tição Negro[2]

### Óperas
- Lauriane: Grand Opéra em Quatro Actos; libreto de Jean-Jacques Magne e A. Guiou, a partir do romance Les Beaux Messieurs de Bois-Doré de George Sand e Paul Merice (1883)[2]
- I Doria, em quatro actos; libreto de Ghislanzoni (1887)[2]
- Mario Wetter; libreto de Leoncavallo (1898)[2]
- La Borghesina; libreto de Golisciani (1909)[2]

### Obras Corais e Corais-Sinfónicas
- Ego Erose, para coro e orquestra (1869?)
- Tantum Ergo, para coro e orquestra (1869)
- Missa, para solistas, coro e orquestra (1869)